# (3597) Kakkuri
(3597) Kakkuri es un asteroide perteneciente al cinturón de asteroides, descubierto el 15 de octubre de 1941 por Liisi Oterma desde el Observatorio de Iso-Heikkilä, en Turku, Finlandia.

## Designación y nombre
Designado provisionalmente como 1941 UL. Fue nombrado Kakkuri en honor al topógrafo finlandés Juhani Kakkuri.